# Live Cannibalism
A Live Cannibalism az amerikai Cannibal Corpse 2000-ben megjelent koncertlemeze. Videókazettán, majd később DVD-n is megjelent.

## Számlista
1. "Staring Through the Eyes of the Dead" – 4:13 (a The Bleeding albumról)
2. "Blowtorch Slaughter" – 2:37 (a Bloodthirst albumról)
3. "Stripped, Raped and Strangled" – 3:38 (a The Bleeding albumról)
4. "I Cum Blood" – 4:12 (a Tomb of the Mutilated albumról)
5. "Covered with Sores" – 3:43 (a Butchered at Birth albumról)
6. "Fucked with a Knife" – 2:26 (a The Bleeding albumról)
7. "Unleashing the Bloodthirsty" – 4:12 (a Bloodthirst albumról)
8. "Dead Human Collection" – 2:39 (a Bloodthirst albumról)
9. "Gallery of Suicide" – 4:11 (a Gallery of Suicide albumról)
10. "Meat Hook Sodomy" – 5:10 (a Butchered at Birth albumról)
11. "Perverse Suffering" – 4:20 (a Vile albumról)
12. "The Spine Splitter" – 3:31 (a Bloodthirst albumról)
13. "Gutted" – 3:26 (a Butchered at Birth albumról)
14. "I Will Kill You" – 2:47 (a Gallery of Suicide albumról)
15. "Devoured by Vermin" – 3:38 (a Vile albumról)
16. "Disposal of the Body" – 3:41 (a Gallery of Suicide albumról)
17. "A Skull Full of Maggots" – 2:32 (a Eaten Back to Life albumról)
18. "Hammer Smashed Face" – 4:45 (a Tomb of the Mutilated albumról)
19. "Sacrifice" – 3:03 (bónusz szám)
20. "Confessions" – 2:56 (bónusz szám)

## Fordítás
- Ez a szócikk részben vagy egészben  a   Live Cannibalism című angol Wikipédia-szócikk fordításán alapul.  Az eredeti cikk szerkesztőit annak laptörténete sorolja fel. Ez a jelzés csupán a megfogalmazás eredetét és a szerzői jogokat jelzi, nem szolgál a cikkben szereplő információk forrásmegjelöléseként.

## Külső hivatkozások
- Cannibal Corpse hivatalos honlapja